# Onthophagus trawalla
Onthophagus trawalla är en skalbaggsart som beskrevs av Ross Storey och Bevan S. Weir 1990. Onthophagus trawalla ingår i släktet Onthophagus och familjen bladhorningar. Inga underarter finns listade i Catalogue of Life.